# Crônica (Literaturgattung)
Die Crônica (dt.: „Chronik“, „Zeitung“) ist eine portugiesische und brasilianische Literaturgattung, die kleinere, zur Veröffentlichung in Zeitungen, Zeitschriften oder auch im Rundfunk bestimmte Texte umfasst. Oft erscheint sie in Form einer regelmäßigen Kolumne. Mit dem in Europa entstandenen Feuilleton weist sie verschiedene Parallelen auf. Im hispanoamerikanischen Kulturraum erfreut sich diese kleine Form ebenfalls großer Beliebtheit, doch wird dort der Begriff (spanisch: crónica) meist im Sinne einer chronologischen Kompilation historischer Fakten benutzt.
Die vielfältige Gattung entwickelte sich im 19. Jahrhundert mit dem Aufschwung des Zeitungswesens und in der Folge (der von Frankreich um 1830 ausgehenden) Verbreitung des Feuilletons. Sie umfasst zahlreiche Subgenres. Die Inhalte der Crônicas sind teils journalistisch-dokumentarisch, teils subjektiv-essayistisch, teils literarisch hoch anspruchsvoll und kreativ, manchmal auch humoresk. Oft werden gesellschaftliche, politische oder historische Ereignisse, soziale Missstände oder auch Bücher und Filme thematisiert, kommentiert oder (meist indirekt) kritisiert, etwa durch allegorische Anspielungen wie in Lêdo Ivos Ninhos de Cobras („Schlangennest“), eine Satire auf die brasilianische Militärdiktatur der 1970er Jahre.
Oft wurden die Crônicas eines Autors später zusammengefasst in Buchform veröffentlicht. Die Produktionsweise der Chroniken etwa in Form regelmäßiger Kolumnen entspricht auch dem Zwang, dass viele Autoren in Portugal und Brasilien angesichts eines unterentwickelten Buchmarktes vom Journalismus leben oder einen anderen Brotberuf ausüben mussten.

## Vertreter
Zu den älteren portugiesischen cronistas zählen u. a. Camilo Castelo Branco, der in Lima geborene Philosoph Jaime de Magalhães Lima (1859–1936) und der Journalist João Grave (1872–1934); zu den moderneren zählen der von Jean-Paul Sartre und Marcel Proust beeinflusste Politiker und Journalist Joaquim Sarmento (* 1952), Jorge Silva Melo oder die Filmemacherin Raquel Freire, eine politische und LBGT-Aktivistin. Zu den bedeutenden brasilianischen cronistas gehören Machado de Assis, Lima Barreto, João do Rio, Cecília Meireles, Mário de Andrade, Rubem Braga, Clarice Lispector und Luís Fernando Veríssimo.

## Die Fußball-Crônica– ein wichtiges Subgenre
Die Eigenschaften der Crônica werden exemplarisch in der Fußball-Crônica deutlich, wie sie sich in Brasilien zeitgleich mit der Verbreitung des Fußballs Ende des 19. Jahrhunderts entwickelt hat und gepflegt wird. Im Unterschied zur herkömmlichen faktenorientierten, auf Objektivität zielenden Fußballberichterstattung ist die Crônica ein Ort, an dem die „Deutung des Fußballs eine größere Freiheit erlangt und sich das Verhältnis zwischen Text und Sportereignis auf radikale Weise verändert“. Sie versucht „über das referenzielle Universum des Spiels und die sachliche Dimension des Spektakels hinauszugehen und dabei die kühnsten Deutungen der Fußballwelt zu wagen“, appelliert an die Vorstellungskraft und „nimmt den Sport aus dem objektiven Kontext der Nachricht heraus, die nur seine rein sportlichen Aspekte sieht, um ihm einen neuen Bedeutungsrahmen zu schenken“.